# Halo 2
Halo 2 je střílečka z pohledu první osoby z roku 2004, kterou vyvinula společnost Bungie a vydala společnost Microsoft Game Studios pro konzoli Xbox. Halo 2 je druhým dílem série Halo a pokračováním kritiky oceňované hry Halo: Combat Evolved z roku 2001.

## Příběh
V příběhovém režimu hry se hráč ujímá role člověka Master Chiefa a mimozemského Arbitera v konfliktu 26. století mezi vesmírným velitelstvím Spojených národů, genocidním Covenantem a později parazitickým Floodem.

## Hratelnost
Hra obsahuje nové zbraně, nepřátele a vozidla, další herní postavu a obsahuje online multiplayer prostřednictvím služby Xbox Live společnosti Microsoft.

## Vývoj
Po úspěchu hry Halo: Combat Evolved bylo pokračování očekáváno a vysoce kladně hodnoceno. Společnost Bungie našla inspiraci v dějových bodech a herních prvcích, které byly v první hře vynechány, včetně online multiplayeru.
Problematický vývoj a časová tíseň si vynutily škrty v rozsahu hry, včetně plošného odstranění ambicióznějšího režimu pro více hráčů, a vynutily si cliffhangerové zakončení režimu herní kampaně.
Mezi marketingové prvky hry patřila brzy vydaná hra v alternativní realitě s názvem „I Love Bees“, která řešení hádanek z reálného světa. Společnost Bungie hru po vydání podporovala novými mapami pro více hráčů a aktualizacemi, které řešily podvádění a závady.

### Pokračování
V září 2007 vyšlo pokračování s názvem Halo 3.

## Ohlasy
Hra zaznamenala komerční i kritický úspěch a je často uváděna jako jedna z nejlepších videoher všech dob. Hra se stala nejoblíbenějším titulem na Xbox Live a tuto pozici si udržela až do vydání hry Gears of War pro Xbox 360. Halo 2 je nejprodávanější hrou pro první generaci Xboxu. Celosvětově se jí prodalo více než 8 milionů kopií.
Hra se setkala s příznivým hodnocením kritiků, kteří chválili především multiplayer. Kampaň a její závěrečný cliffhanger vyvolaly rozpory. Multiplayer hry měl velký vliv a upevnil mnoho funkcí, které se staly standardem v budoucích hrách, včetně matchmakingu, lobby a klanů.
Marketing hry předznamenal počátky videoher jako mediálních trháků. V roce 2007 byl vydán port hry pro Windows Vista a v roce 2014 následoval remake ve vysokém rozlišení jako součást Halo: The Master Chief Collection.